# Conseil national arménien (1917-1918)
Le Conseil national arménien (en arménien Հայոց Ազգային Խորհուրդ) est un organe exécutif permanent formé par le Congrès national arménien à Tbilissi (ville qui se situe alors dans l'Empire russe) en octobre 1917. Ce Conseil est à l'origine de la création de la Première République d'Arménie en mai 1918, le premier État arménien indépendant depuis le Royaume arménien de Cilicie, au Moyen Âge.

## Composition
Le Conseil était composé de quinze membres, sous la présidence d'Avetis Aharonian. Malgré le fait que le Congrès national arménien était dominé par la Fédération révolutionnaire arménienne (FRA, ou Tachnagtsoutioun), les Tachnags n'occupent que six des sièges du Conseil pour que d'autres groupes politiques soient représentés.
Les quinze membres fondateurs sont les suivants, :
- Avetis Aharonian (FRA), président
- Aram Manoukian (FRA)
- Nikol Aghbalian (en) (FRA)
- Rouben Ter Minassian (FRA)
- Khachatur Karjikian (FRA)
- Ardachès Babalian (en) (FRA)
- Samson Haroutounian (Parti populiste arménien)
- Mikaël Papadjanian (en) (Parti populiste arménien)
- Micha (Mikaël) Gharabékian (social-démocrate)
- Ghazar Ter Ghazarian (social-démocrate)
- Hayk Ter-Ohanian (socialiste-révolutionnaire)
- Anouchavan Stamboltsian (socialiste-révolutionnaire)
- Stépan Mamikonian (sans parti)
- Tigrane Begzadian (sans parti)
- Pétros Zakarian (sans parti)

Dans les semaines qui suivent, sa composition évolue quelque peu : Aram Manoukian et Mikaël Papadjanian finissent par le quitter, tandis qu'Abraham Gulghandanian (FRA), Simon Vratsian (FRA), Aramaïs Yerzinkian (social-démocrate) et Lévon Atabékian (socialiste-révolutionnaire) le rejoignent.

## Historique

### Indépendance de l'Arménie
En mai 1918, la République démocratique fédérative de Transcaucasie disparaît. Cet État avait jusqu'alors réunit les peuples de l'ancienne province russe de Transcaucasie, c'est-à-dire principalement les Arméniens, les Géorgiens et les Azéris. Le 26 mai, le Conseil national de Géorgie proclame l'indépendance de la Géorgie et le Conseil national musulman suit le mouvement en proclamant à Tbilissi le 28 mai l'indépendance de l'Azerbaïdjan. Les Arméniens étant en guerre contre la Turquie, le Conseil national arménien refuse tout d'abord de proclamer l'indépendance de l'Arménie, mais finit par s'y résoudre le 30 mai, n'ayant pas d'autre choix du fait de la dissolution de la République démocratique fédérative de Transcaucasie. La République démocratique d'Arménie est née.

### Traité de paix avec l'Empire ottoman
Le Conseil national arménien décide d'envoyer des représentants à Batoumi pour négocier un traité de paix avec l'Empire ottoman, qui combat alors les Arméniens dans la région d'Erevan. Les négociations aboutissent au Traité de Batoum, signé le 4 juin 1918. Il stipule des cessions territoriales, en particulier dans les provinces de Kars et d'Erevan, une réduction de l'armée arménienne, la garantie du respect des droits des musulmans dans le nouvel État arménien et l’octroi du droit de passage pour l'armée ottomane.

### Formation du gouvernement
Le 9 juin, le Conseil national arménien demande au politicien tachnag Hovannès Katchaznouni de former un gouvernement. La FRA voulait que ce gouvernement soit une coalition avec les autres partis car ils s'estimaient trop inexpérimentés pour diriger seuls. Cependant, aucun autre parti n'avait le même degré de soutien populaire. De plus, les populistes, socialistes-révolutionnaires et sociaux-démocrates n'arrivaient pas à s'entendre entre eux, rendant une coalition infaisable. Ainsi, le 30 juin, Hovannès Katchaznouni est obligé de former un gouvernement seulement composé de membres de la FRA, à part un ministre sans parti.

### Déménagement à Erevan
Le 17 juillet, le Conseil national arménien déménage de Tbilissi à Erevan. Cette décision n'était pas très populaire car presque un million d'Arméniens de Russie ne vivaient pas en Arménie même mais en Géorgie, en Azerbaïdjan et dans le Caucase du nord. Cependant, les relations entre le Conseil national arménien et le nouvel État géorgien s'étaient tellement détériorées que le Conseil estima impossible de rester à Tbilissi. Le Conseil et le cabinet ministériel se rendirent ainsi à Erevan, via l'Azerbaïdjan pour éviter de tomber sur l'armée ottomane. Contrairement à son homologue géorgien, le gouvernement azéri accueillit chaleureusement les Arméniens.

### Le Conseil devient leKhorhourt
Les élections étaient impossibles du fait des troubles qui agitaient alors Erevan. De ce fait, les Tachnags, populistes, socialistes-révolutionnaires et sociaux-démocrates décidèrent de transformer le Conseil national arménien une assemblée législative (« Khorhourt ») pour le nouvel État en triplant le nombre de membres. En plus de quatre tendances déjà évoquées, ce corps législatif inclut des membres sans parti et des représentants des minorités ethniques du pays : six musulmans, un Yézidi et un Russe. Le Khorhourt se réunit pour la première fois le 1er août,.